# Marco Dimitri
Marco Dimitri (n. 13 februarie 1963, Bologna, Italia – d. 13 februarie 2021, Bologna, Italia) a fost un satanist italian.

## Biografie
Născut în Bologna, Italia, Dimitri a devenit orfan la vârsta de 14 ani. Trăind pe străzi, a rămas la școală până la absolvire.

## Carieră
A fost fondator al asociației culturale Bambini di Satana (în română Copiii lui Satana). Interesul său pentru satanism a fost semănat în timpul serviciului militar. În 1982 a devenit președinte al organizației culturale "Bambini di Satana", un grup cu peste 1.000 de membri. Dimitri a devenit cunoscut la nivel național când a participat la talk-show-uri și diverse alte programe. A exprimat critici acide la adresa culturii catolice oficiale în interviuri acordate mai multor ziare, inclusiv Famiglia Cristiana⁠(d). A fost anchetat în mai multe rânduri și închis timp de 14 luni, dar și-a susținut nevinovăția și a fost exonerat.
Dimitri a respins orice idee că grupul său este cultul Diavolului, deoarece "cultul Diavolului ar fi cultul răului - dar pentru noi, binele și răul sunt subiective pentru fiecare individ". Satan, afirmă el, nu este despre venerarea răului, ci mai degrabă este un simbol al adversarului, care se ridică împotriva unui sistem represiv. Biserica este cea care "este represivă și forțează omul să îngenuncheze cu legi care nu au fost create de Iisus Hristos, ci de om pentru a-l îmbogăți pe om".
În august 2012, Dimitri s-a alăturat partidului reformist italian Democrazia Atea⁠(d). Partidul, condus de astrofizicianul Margherita Hack, împărtășește ceea ce au fost opiniile dezinstituționiste ale lui Dimitri. În februarie 2013, el a devenit candidatul DA din districtul Lazio 2 al Romei pentru Parlamentul Italian, o mișcare care a generat multe controverse și acoperire mediatică.

## Controverse
În 1996, Dimitri a fost acuzat că a violat un băiat de doi ani și o adolescentă în cadrul unor ritualuri satanice, un caz care a stârnit o atenție mediatică intensă. După 14 luni de închisoare, el a fost exonerat de toate acuzațiile.
Dimitri, împreună cu colegii săi din Bambini di Satana, Piergiorgio Bonora și Gennaro Luongo, au fost arestați sub acuzația de viol și amendați pentru agresiune sexuală, la care s-au adăugat ulterior violența împotriva minorilor, violarea unui mormânt și profanare a unui cadavru. El a respins viguros aceste acuzații timp de mai bine de un an, cât timp a fost în custodia poliției. În 1997, instanța a decis că aceste incidente nu au avut loc niciodată și l-a achitat pe Dimitri. Eliberat din închisoare, Dimitri și-a continuat activitățile, sprijinit nu numai de sataniști, ci și de contraculturaliști precum Luther Blissett Project⁠(d) precum și unii scriitori și jurnaliști.
În 2001, achitarea a fost atacată de procurorul Lucia Musti, care condusese urmărirea penală eșuată în 1996. Dimitri a fost din nou achitat, din nou din cauza lipsei de probe justificative. În 2005, Dimitri a primit despăgubiri pentru detenție nedreaptă în valoare de 100.000 de euro.

## Decesul
În februarie 2021, Dimitri a murit în casa sa în urma unui infarct, în ziua în care împlinea 58 de ani. În 2021, trupa de rock industrial The Mark-Blessed i-a dedicat lui Dimitri un cântec intitulat Let the Children, înregistrat ca demo în 2010 și nelansat până la moartea sa.